# Grammothelopsis bambusicola
Grammothelopsis bambusicola är en svampart som beskrevs av Ryvarden & de Meijer 2002. Grammothelopsis bambusicola ingår i släktet Grammothelopsis och familjen Polyporaceae.   Inga underarter finns listade i Catalogue of Life.